# 単一換字式暗号
単一換字式暗号（たんいつかえじしきあんごう、Simple substitution cipher）とは、換字式暗号の一種で、平文の文字に対して、暗号文の文字が常に同じ文字に変換されるような暗号のこと。例えば、平文の“d”が、暗号文で必ず“a”になるならば、それは単一換字式暗号である。
仕組みが単純であり、簡単に解読されるため、現代ではほとんど使われていないが、排他的論理和を使った単一換字式暗号を使用する暗号アプリケーションが使われている例が見られる。
知能検査では、13歳くらいのレベルの問題として、この暗号の解読が出るものもある。

## 解読法
単一換字式暗号の解読には頻度分析が有効である。